# Zanclistius elevatus
Zanclistius elevatus är en fiskart som först beskrevs av Edward Pierson Ramsay och James Douglas Ogilby, 1888.  Zanclistius elevatus ingår i släktet Zanclistius och familjen Pentacerotidae. Inga underarter finns listade i Catalogue of Life.